# غوردون لانغ
غوردون لانغ (بالإنجليزية: Gordon Lang)‏ هو سياسي بريطاني (وحمل سابقاً جنسية المملكة المتحدة لبريطانيا العظمى وأيرلندا)، ولد في 25 فبراير 1893 في المملكة المتحدة، وتوفي في 20 يونيو 1981. حزبياً، نشط في حزب العمال. في الانتخابات العامة في المملكة المتحدة 1929 ‏، انتخب عضو برلمان المملكة المتحدة الـ35 عن دائرة Oldham (UK Parliament constituency) ‏ (30 مايو 1929 – 7 أكتوبر 1931) وفي الانتخابات العامة في المملكة المتحدة 1945 ‏، انتخب عضو برلمان المملكة المتحدة الـ38 عن دائرة ستاليبريج وهايد (5 يوليو 1945 – 3 فبراير 1950) وفي الانتخابات العامة في المملكة المتحدة 1950 ‏، انتخب عضو برلمان المملكة المتحدة الـ39 عن دائرة ستاليبريج وهايد (23 فبراير 1950 – 5 أكتوبر 1951).